# Hans Günther Mukarovsky
Hans Günther Mukarovsky (* 2. Oktober 1922 in Wien; † 29. November 1992 ebenda) war österreichischer Afrikanist, Publizist und Lyriker.

## Leben
Hans Günther Mukarovsky war ein Sohn von Geza Engelbert Mukarovsky (1887–1956), k. u. k. Offizier und Teilhaber einer Bank war, und der Schauspielerin Elisabeth Auguste Mukarovsky (geb. Weiss; 1896–1980). Nach der Matura am Bundesrealgymnasium Schopenhauerstraße im 18. Gemeindebezirk Wiens studierte Mukarovsky ab 1940 Afrikanistik mit Völkerkunde und Arabisch an der Universität Wien bei Wilhelm Czermak und 1941 an der Universität Berlin bei Diedrich Westermann. 
Das Studium wurde unterbrochen ab 1941 durch den Kriegsdienst in der deutschen Wehrmacht als Dolmetscher für Hausa, Ful, Swahili und Arabisch. Mukarovsky kam 1944 in englische Kriegsgefangenschaft, wo er 1945 bei der Österreichredakton der BBC eingesetzt war. Bereits während des Studiums verfasste Mukarovsky Beiträge für die katholischen Zeitschriften Die Furche sowie Wort und Wahrheit. Mit einer Arbeit über die Grammatik des Kisi, eine zuvor kaum erforschte atlantische Sprache, die in Liberia gesprochen wird, promovierte er 1948 mit Auszeichnung. 
Nach dem Studium arbeitete er hauptberuflich – bis zu seiner Ernennung zum ordentlichen Professor – beim Bundespressedienst im Bundeskanzleramt. Daneben hatte er ab 1953 einen Lehrauftrag als Lektor für afrikanische Sprachen an der Universität Wien. Er habilitierte sich 1963 mit der Schrift Die Grundlagen des Ful und das Mauretanische, für die er den Kardinal-Innitzer-Preis erhielt. 1969 wurde er zum außerordentlichen Professor ernannt, 1973 bekam er den Titel Wirklicher Hofrat verliehen. 
Nach der Pensionierung von Gertrud Thausing wurde das bisherige Institut für Ägyptologie und Afrikanistik an der Universität Wien getrennt. Mukarovsky wurde 1977 zum ordentlichen Universitätsprofessor und ersten Vorstand des nun eigenständigen Instituts für Afrikanistik berufen.
Mukarovsky war auch Poet und veröffentlichte Gedichte in Zeitschriften und im ORF. Er wurde am Hietzinger Friedhof bestattet.

## Lehrtätigkeit an der Universität Wien
Ursprünglich als rein sprachwissenschaftliches Institut intendiert, ermöglichte und förderte Mukarovsky zahlreiche neue Zugänge zu Afrika wie afrikanische Geschichte inklusive der Zeitgeschichte sowie Literatur. Obwohl meist kein Anwender moderner Methoden, gilt er daher für viele als der Vater der modernen Afrikawissenschaften in Wien. Mit seiner menschlichen und geistigen Größe gelang es ihm, teilweise miteinander in Konflikt liegende Persönlichkeiten in einem Institut zu vereinen. 

## Publikationen
- Die Sprache des Kisi in Liberia: Abriß einer Grammatik mit Texten und Vokabular nach Aufzeichnungen von Dora Earthy, Hochschulschrift, Wien 1948.
- Afrika – Geschichte und Gegenwart: Eine Einführung, Herder, Wien 1961.
- Die Grundlagen des Ful und das Mauretanische, Habilschrift Universität Wien, Wissenschaftliche Schriftenreihe des Afro-Asiatischen Instituts in Wien Band 1, 1963.
- A study of Western Nigritic, Instituts für Ägyptologie und Afrikanistik der Universität Wien Bd. 1 und 2, 1976, 1977.
- Am Rande der Wirklichkeit, Gedichte, 1982.
- Leo Reinisch: Werk und Erbe, Aufsatzsammlung, Verlag der Österreichischen Akademie der Wissenschaften, Wien 1987, ISBN 3-7001-1149-5.

## Auszeichnungen
- 1957: Theodor-Körner-Preis
- 1964: Kardinal-Innitzer-Preis
- Großoffizier des venezolanischen Orden Francisco de Miranda
- Großoffizier des mexikanischen Orden vom Aztekischen Adler
- Kommandeur des senegalesischen Nationalverdienstorden des Löwen
- Verdienstorden der Republik Polen, 3. Klasse
- Ägyptischer Verdienstorden, 2. Klasse
- Kommandeur des königlich belgischen Orden Leopolds II.